# دیورو پترز
دیورو پترز (انگلیسی: Devereaux Peters؛ زادهٔ ۸ اکتبر ۱۹۸۹) بازیکن بسکتبال اهل ایالات متحده آمریکا است.
وی در مسابقات کشوری و بین‌المللی در مجموع برندهٔ ۱ مدال طلا شده‌است.